# 綿宜
綿宜（1827年—1898年），字听涛，号佩卿，滿洲镶白旗人。清朝宗室、政治人物。

## 生平
道光二十九年己酉科举人，咸豐二年（1852年）壬子恩科進士。選翰林院庶吉士，散館改禮部主事。官至理藩院侍郎。

## 家庭
- 胞弟光绪癸未进士綿文。
- 嫡妻延佳氏延升之女。